# 中国人民解放军吉林省军区
中国人民解放军吉林省军区，是中国人民解放军现属中央军事委员会国防动员部的一个省级军区，管辖范围为吉林省。

## 历史
1945年11月10日，东北人民自治军成立吉林省军区。司令员周保中，政委先后为张启龙、林枫、陈正人，第一副司令员万毅，副司令员兼参谋长先后为贺庆积、陈光，副政委伍晋南、张启龙，副参谋长钟人仿，政治部主任伍晋南，组织部长白栋才。下辖：
- 永吉军分区（司令员王效明、政委袁任远兼）
- 延吉军分区
- 长春卫戍司令部
- 吉林全省保安队：1945年11月15日在吉林市成立，王效明兼任保安队司令员，袁任远兼任政委，下辖三个总队，各县设保安大队。
  - 吉林市第一总队
  - 德惠总队
  - 敦化总队

1946年1月4日，改为东北民主联军吉辽军区。下辖
- 吉林（分省）军区：1946年4月18日成立，司令员曹里怀，政委袁任远，下辖：
  - 永吉军分区：1946年2月永吉军分区兼东北民主联军第24旅。
  - 吉北军分区
- 通化（分省）军区
- 辽北（分省）军区：东北民主联军第七纵队兼。
- 吉东（分省）军区：即延边军区。1946年1月成立。司令员姜信泰，政委唐天际，副政委孔石泉，政治部主任谢扶民，专员文正一。

1946年7月11日，东北民主联军退守松花江以北、以东的战局背景下，吉辽军区缩编为吉林军区，原辽北（分省）军区与通化（分省）军区所辖地域该归辽东军区（即南满军区）；同时撤销了吉林、吉东两个分省军区，重新划分成立了三个军分区：
- 吉南军分区：地域包括桦（甸）南县、磐石县、伊（通）双（阳）县、桦甸县、吉蛟县、永吉县。1948年4月，吉南军分区改编为东北野战军独立第11师。
- 吉东军分区：地域包括蛟河、敦化、额穆、安图。不久改称吉敦军分区。1947年2月20日延边军分区并入吉敦军分区，司令员邓克明，政委石磊，参谋长何贤亭，政治部主任陈洪发。1947年8月撤销吉敦军分区。1948年4月，原吉东军分区机关改编为东北野战军独立第6师。
- 吉北军分区：分区机关驻舒兰，辖舒兰、榆树、九台、德惠、永（吉）北、榆（树）南、山河七县。1947年2月升级改编为东北民主联军独立第3师。

1948年底撤销吉林军区，成立吉林省政府军事部，驻地在吉林市。1949年5月，改称中国人民解放军东北军区吉林军事部。1953年2月，改称中国人民解放军吉林军区。1955年8月，迁入长春市。1959年3月，改称为中国人民解放军吉林省军区。

## 历任领导

### 历任司令员
- 黄思沛少将（1953年2月－1954年9月）
- 贺健少将（1955年3月－1959年11月）
- 罗坤山少将（1960年8月－1965年11月）
- 何友发少将（1967年6月－1983月5月）
- 陈兴印少将（1983年5月－1990月6月）
- 周再康少将（1990年6月－1994年12月）
- 刘长富少将（1994年12月－1997年5月）
- 葛成文少将（1997年5月－2002年1月）
- 岳惠来少将（2002年1月－2009年12月）
- 邢书成少将（2009年12月－2010年12月）
- 陈红海少将[3]（2010年12月－2015年7月）
- 苗雨丰少将[4]（2015年8月－2018年11月）
- 刘维少将[5]（2018年11月－2023年1月）

- 席栓柱 少将(2023年1月一) [6] [7]

### 历任副司令员
刘维
王建軍 (吉林)

### 历任政治委员
- 李梦龄（1952年4月－1955年2月）
- 吴德（1955年2月－1966年6月）
- 王淮湘（1969年8月－1977年2月）
- 王恩茂（1977年2月－1981年10月）
- 强晓初（1981年10月－1985年5月）
- 高狄（1985年5月－1988年8月）
- 玉宗焕（1985年8月－1991年8月）
- 施兆平（1991年8月－1994年11月）
- 阎海鹏（1994年11月－1999年12月）
- 初平（1999年12月－2003年6月）
- 张福才（2003年6月－2008年7月）
- 常跃（2008年7月－2013年）
- 胡杨（2013年6月－2015年7月）
- 邵忠海（2015年7月－2020年7月）
- 王天力（2020年7月－）[8]